# Base de Mantinée

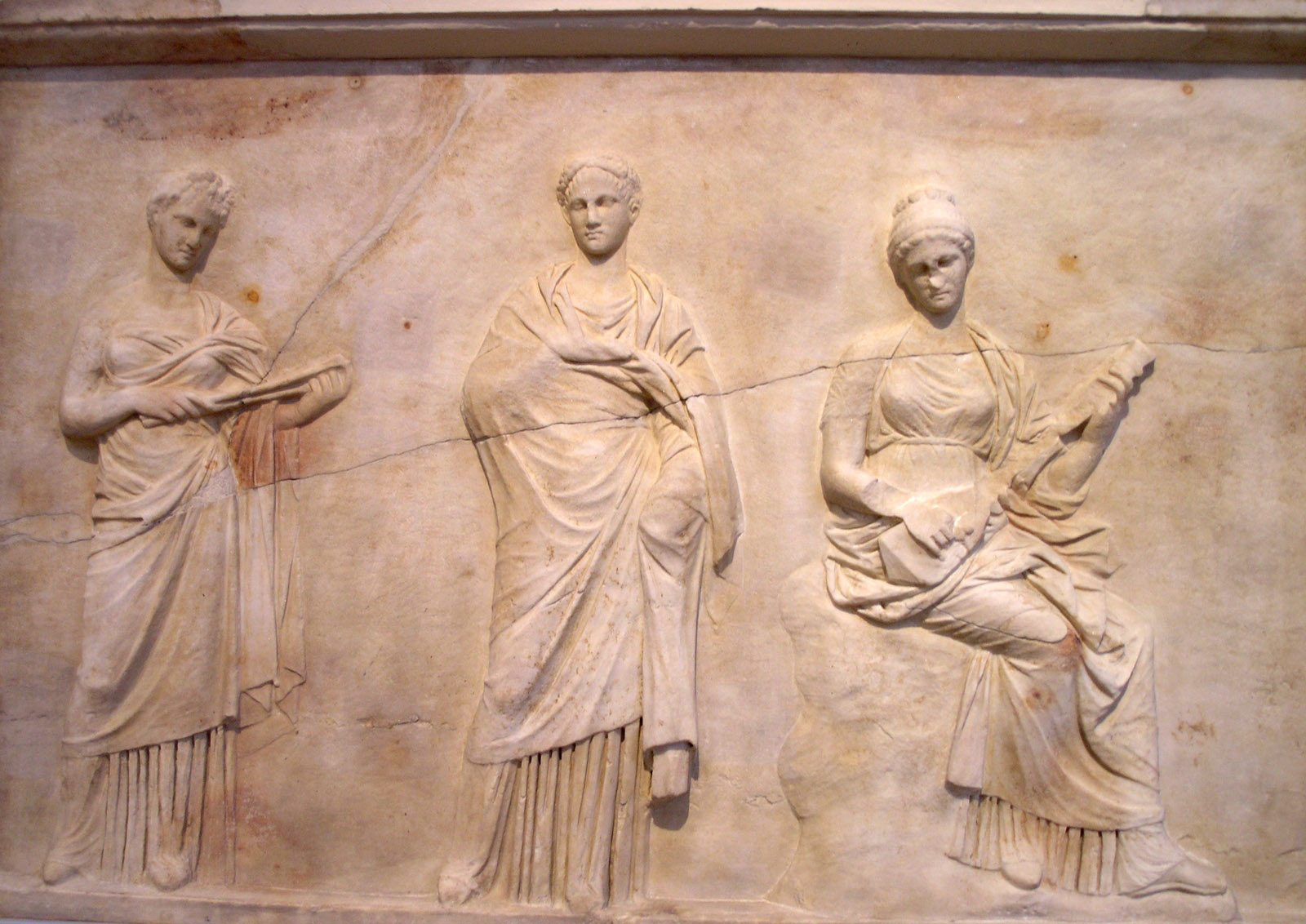
Trois Muses (MNA 215)

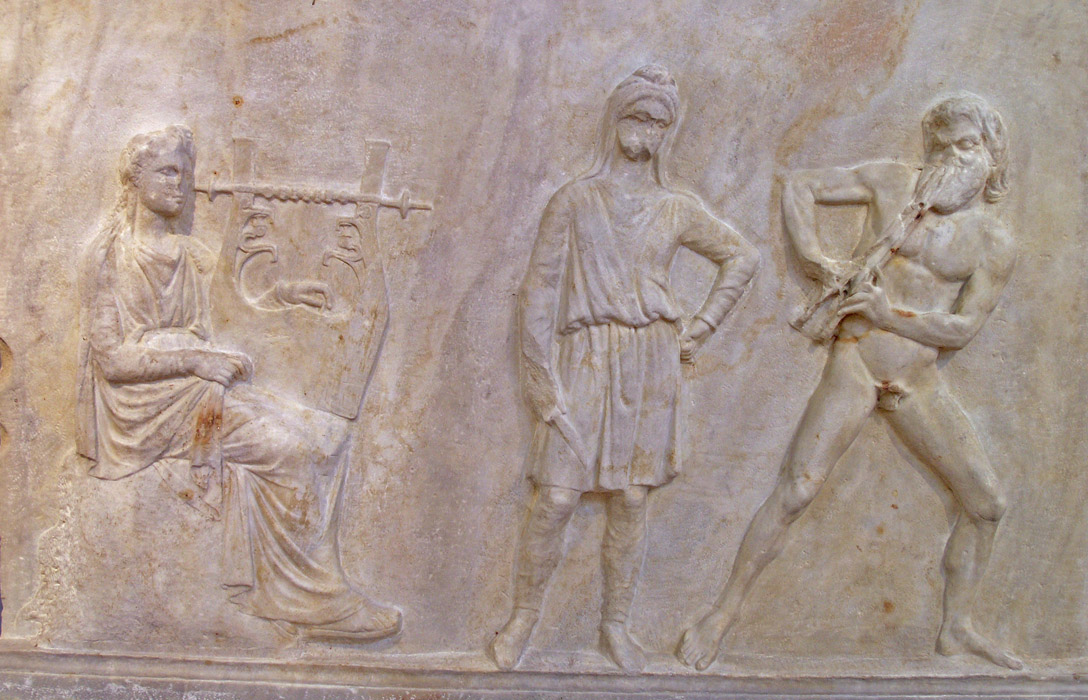
De gauche à droite : Apollon, un serviteur et Marsyas (MNA 216)

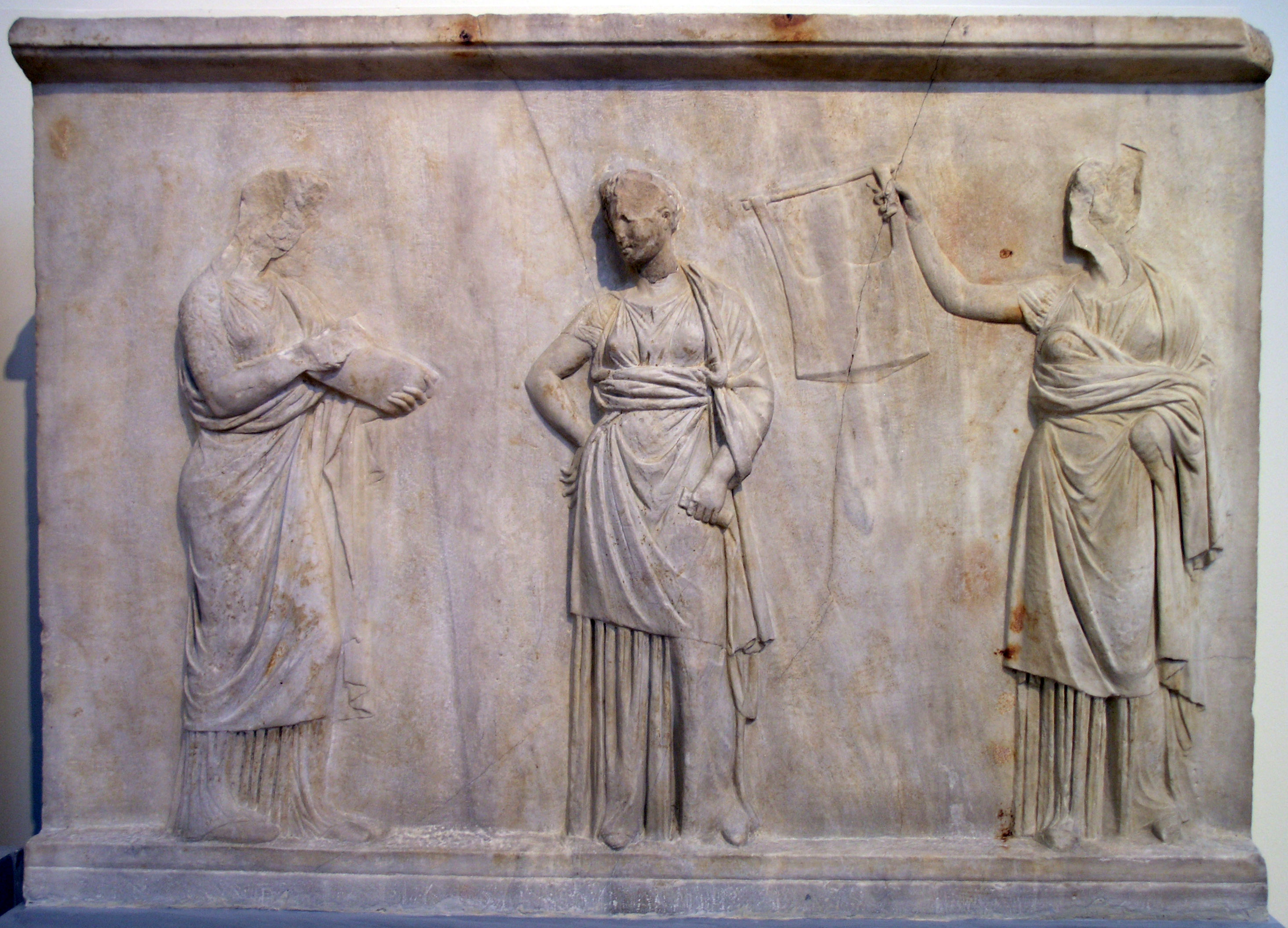
Trois Muses (MNA 217)

La base de Mantinée est un ensemble de trois plaques sculptées en bas-relief représentant pour l'une, Apollon, Marsyas et un silène, et pour chacune des deux autres, un groupe de trois Muses. Elles ont été découvertes en 1887 à l'emplacement de l'ancienne cité grecque de Mantinée, en Arcadie, et constituent probablement la décoration d'une base de statue ; elles ont été attribuées au sculpteur Praxitèle ou à son atelier. Elles sont actuellement conservées au musée national archéologique d'Athènes sous les numéros d'inventaire MNA 215, MNA 216 et MNA 217.

## Description
Le 11 août 1887, au cours des fouilles menées à Mantinée par l'École française d'Athènes, l'archéologue Gustave Fougères met au jour trois plaques remployées dans le pavement d'une église byzantine. La partie supérieure a été abîmée par le passage des fidèles, mais la partie située contre la terre comporte encore une décoration sculptée en bon état. Elles sont aussitôt transférées au musée national archéologique d'Athènes où elles sont restaurées.

### Considérations générales
Elles sont en marbre blanc, d'abord identifié comme du marbre de Doliana, près de Tégée, aujourd'hui reconnu comme du marbre du Pentélique. Les trois plaques sont de dimensions très comparables : le panneau MNA 216 mesure 1,35 mètre de haut pour 0,96 mètre de large ; les panneaux MNA 215 et 217, 1,36 mètre de haut pour respectivement 0,96 mètre et 0,98 mètre de haut. Leur épaisseur varie entre 8 centimètres et 12 centimètres. Elles présentent la même décoration : sur la partie supérieure, une moulure arrondie en échine surmontée d'une bande plate ; sur la partie inférieure, une moulure concave et une bande plate. Chaque panneau porte trois trous de scellement pratiqués aux mêmes endroits. Ces caractéristiques identiques permettent de conclure qu'ils appartenaient au même monument.
Chaque plaque représente trois figures qui se détachent sur fond lisse. Elles sont simplement juxtaposées, sans recherche particulière de composition.

### Apollon et Marsyas (MNA 216)
La figure de gauche représente le dieu Apollon assis, portant des cheveux longs, vêtu d'un chiton et d'un himation et tenant de la main gauche une cithare qui repose sur son genou gauche. De la main droite, il ramène à lui un pan de son himation. À droite, Marsyas, barbu, la jambe gauche et pliée et la droite tendue, joue de l'aulos (double flûte). Au milieu, un homme debout, barbu, coiffé d'une sorte de bonnet phrygien et vêtu d'un chiton à manque et d'anaxyrides (pantalon oriental), tient un couteau à la main. Sur la base des deux identifications précédente, on reconnaît en lui le serviteur qui, à l'issue du concours musical opposant le dieu et le satyre, va écorcher ce dernier.

### Les Muses (MNA 215 et 217)
Les deux autres plaques représentent des Muses qui, selon certaines versions du mythe de Marsyas, sont les juges du concours. MNA 215 montre un premier groupe de trois Muses : celle de gauche porte un aulos, celle du milieu tient les pans de son himation dans lequel elle est enroulée, celle de droite est assise et joue d'un petit instrument à cordes, peut-être une pandore ou un tricorde. Sur MNA 216, la Muse de gauche tient un parchemin déroulé, celle du centre tient un rouleau fermé dans la main gauche et celle de droite lève de la main droite une cithare. Les Muses étant canoniquement au nombre de neuf à l'époque classique, on en a déduit qu'il manquait une quatrième plaque représentant un troisième groupe de trois Muses.

## Attribution

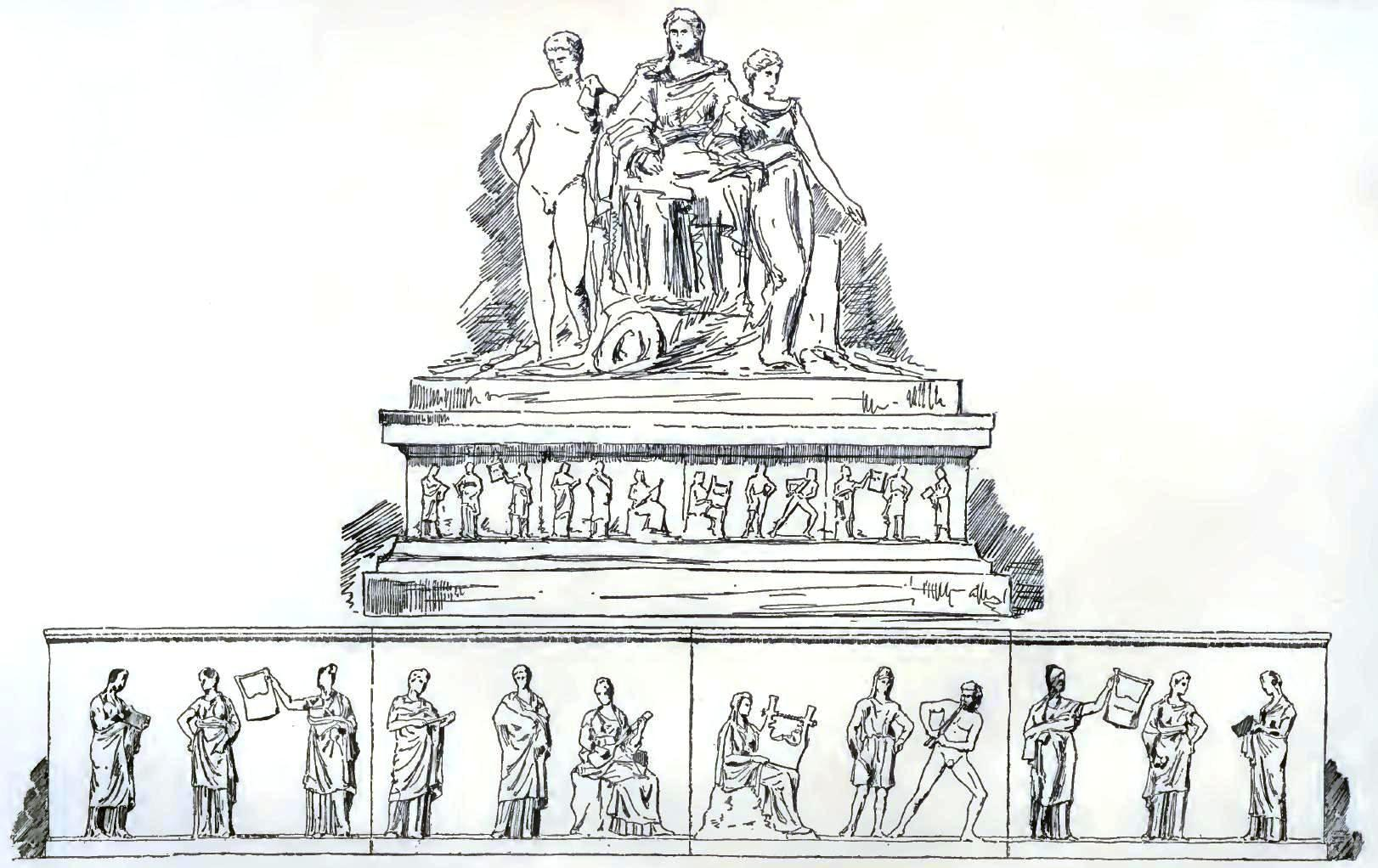
Base de Mantinée.

Lors de la publication de la découverte, Fougères propose de voir dans les trois plaques trois des côtés d'un piédestal rectangulaire décoré en bas-relief, et fait le rapprochement avec un passage de Pausanias qui, lors de sa visite de Mantinée, évoque : « un sanctuaire de Léto et de ses enfants ; c'est Praxitèle qui a réalisé les statues, deux générations après Alcamène ; sur leur base, sont sculptés une Muse et un Marsyas en train de jouer de l'aulos. »
Le texte tel qu'il a été transmis mentionne une seule Muse (Μοῦσα), mais il présente une difficulté : si l'on connaît des représentations de Marsyas jouant de la flûte devant une ménade, on n'en connaît pas de Marsyas jouant devant une seule Muse. Pour pallier le problème, on avait suggéré une confusion de Pausanias, connu pour ses descriptions assez vagues, qui aurait pris Apollon pour une Muse. Il semble d'ailleurs que les inventeurs des trois plaques aient eux-mêmes commis l'erreur dans un premier temps. Fougères propose d'amender Μοῦσα en Μοῦσαι, au pluriel, correction qui fait désormais consensus. 
La principale objection à cette hypothèse concerne la restitution proposée pour la base – la plaque d'Apollon et Marsyas de face, les plaques des Muses sur les côtés – : la surface ainsi créée ne suffit pas pour accueillir les trois statues citées par Pausanias. Les trois plaques auraient pu être alignées à la suite, avec Apollon et Marsyas au centre et les Muses de chaque côté, mais il ne reste aucune trace d'un dispositif de connexion avec les côtés en retour, ce qui ne plaide pas en faveur de cette hypothèse. On a proposé d'y voir la décoration d'une estrade accueillant les compétiteurs des concours de musique qui avaient lieu chaque année, d'après Polybe, en Arcadie : l'une des têtes de Muses de MNA 217 a été retrouvée dans les ruines du théâtre. Cependant, cette reconstruction n'a été confortée par aucun autre témoignage archéologique.